# Истель, Эдгар
Эдгар Истель (нем. Edgar Istel; 23 февраля 1880, Майнц — 17 декабря 1948, Майами) — немецкий музыковед
 и композитор.

## Биография
Окончил Мюнхенскую Высшую школу музыки (класс композиции Людвига Тюйе), изучал также музыковедение в Мюнхенском университете под руководством Адольфа Зандбергера. В 1900 г. защитил диссертацию «Ж.-Ж. Руссо как композитор „Пигмалиона“» (нем. J.-J. Rousseau als Komponist seiner lyrischen Scene Pygmalion), в которой выдвинул гипотезу о том, что музыку к своей мелодраме «Пигмалион» Руссо сочинил сам, вызвавшую в дальнейшем оживлённую научную полемику. В 1900—1913 гг. преподавал там же в Мюнхене, затем в 1913—1919 гг. в Берлине. С 1920 года жил и работал в Мадриде. В 1936 г. эмигрировал в Великобританию, двумя годами позже перебрался в США.
Наиболее известен своими трудами по истории оперы, в том числе книгами «Комическая опера: историко-эстетический очерк» (нем. Die komische Oper: eine historisch-ästhetische Studie; 1906), «Книга опер: немецкие мастера от Глюка до Вагнера» (нем. Das Buch der Oper: Die deutschen Meister von Gluck bis Wagner; 1919), «Современная опера от смерти Вагнера до настоящего времени (1883—1923)» (нем. Die moderne oper vom Tode Wagners bis zur Gegenwart (1883-1923); 1923), «Бизе и „Кармен“: художник и его труд» (нем. Bizet und «Carmen»: der Künstler und sein Werk; 1927) и др. Особое внимание привлекла к себе книга Истеля «Масонство в „Волшебной флейте“ Моцарта» (нем. Die Freimaurerei in Mozarts Zauberfloete; 1928). Опубликовал также обзорный труд по симфониям Густава Малера (нем. Mahlers Symphonien; 1910), книгу «Расцвет музыкального романтизма в Германии» (нем. Die Blütezeit der musikalischen Romantik in Deutschland; 1909) и др. Подготовил публикации собрания музыкально-критических статей Петера Корнелиуса и музыкальных произведений Э. Т. А. Гофмана. Пользовалась известностью вышедшая по-английски книга Истеля «Искусство сочинения оперных либретто» (англ. The art of writing opera-librettos: practical suggestions; 1922).
Композиторское наследие Истеля включает четыре комические оперы: «Бродячий школяр» (нем. Der fahrende Schüler, по интермедии Сервантеса; 1906, Карлсруэ), «Приговор трибунала» (нем. Des Tribunals Gebot; 1916, Майнц), «Когда женщины спят» (нем. Wenn Frauen träumen; 1920, Берлин), «Наконец-то один» (нем. Endlich allein; 1920, Шверин). Ему принадлежат также хоровые и вокальные сочинения.